# 玛德伦·亚诺于
玛德伦·亚诺于（瑞典語：Madelen Janogy，1995年11月12日—），瑞典女子足球运动员，2019年国际足联女子世界杯铜牌得主、2020年夏季奥林匹克运动会女子银牌得主、2023年国际足联女子世界杯铜牌得主。